# 明科バスストップ

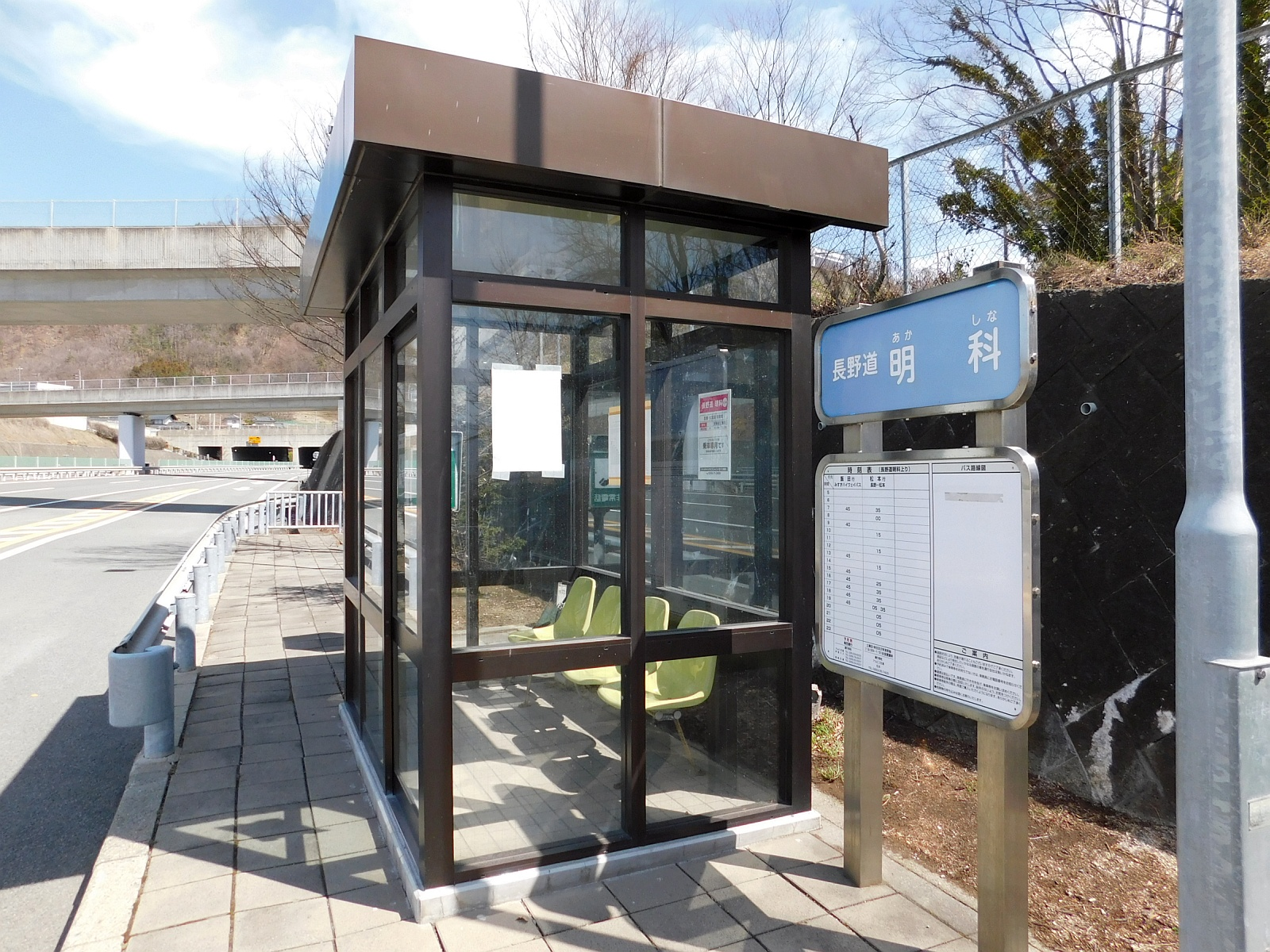
上り線の標柱と待合室

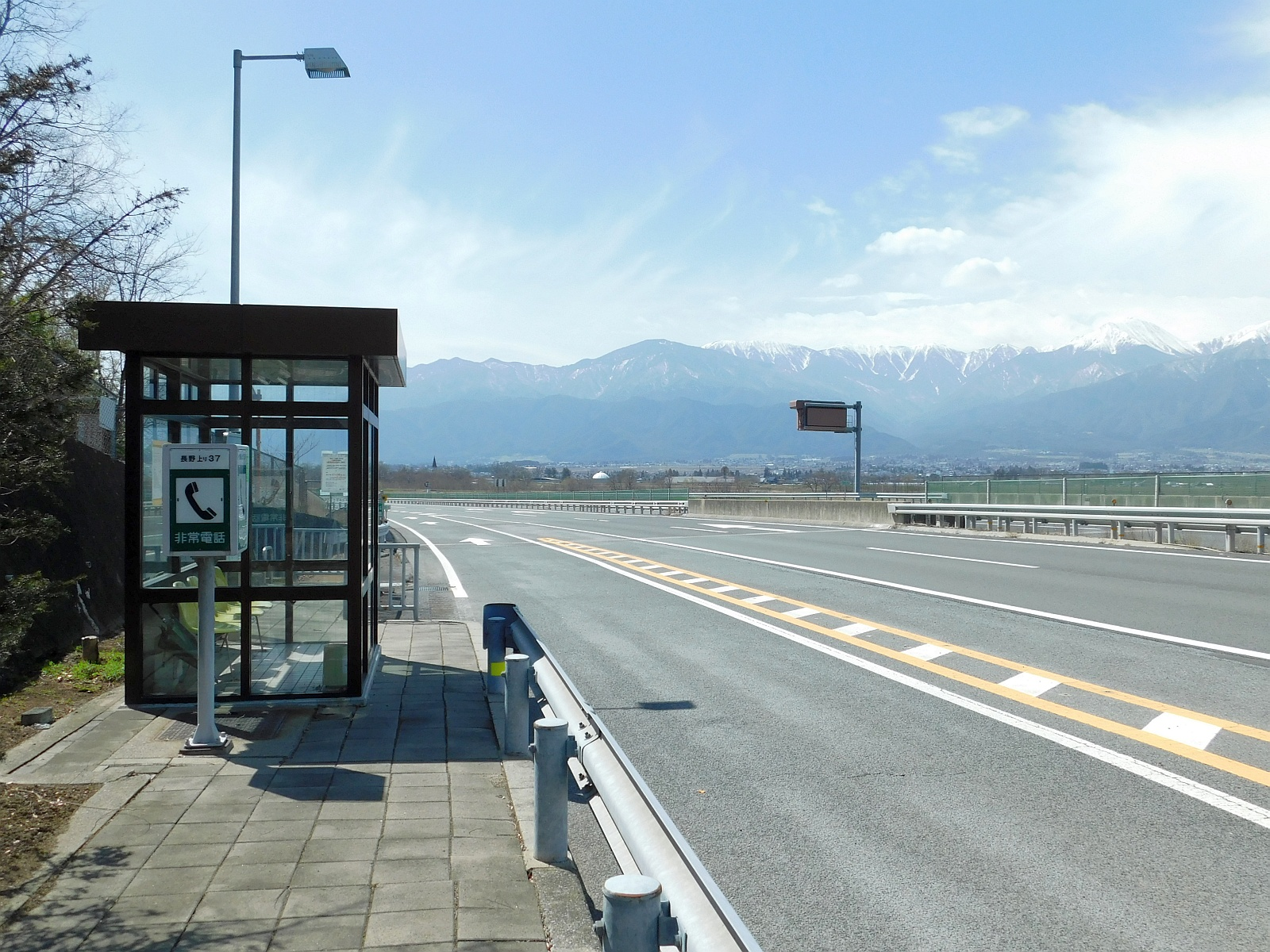
上り線の待合室遠景。後ろに常念山脈が見える

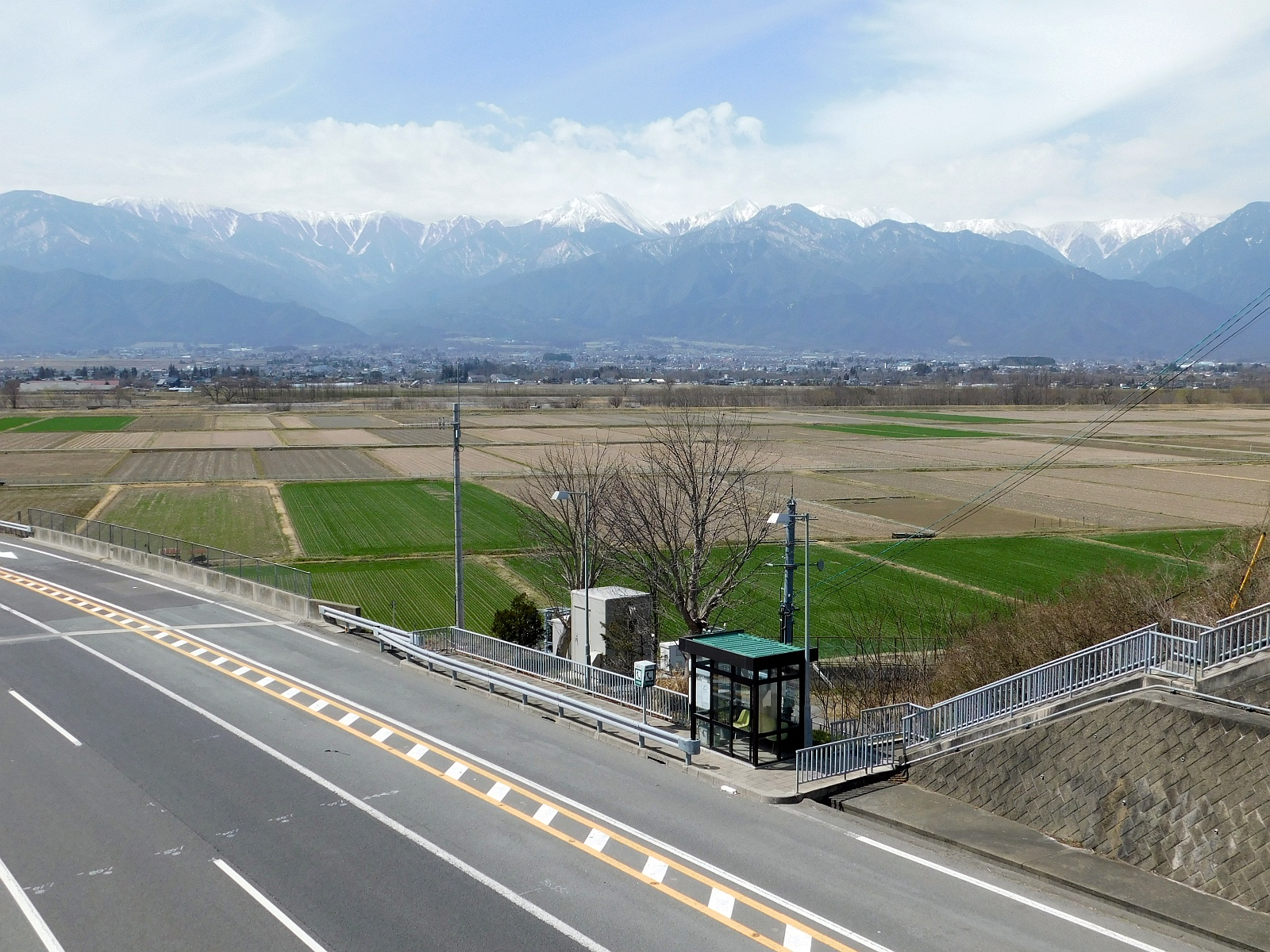
下り線の待合室遠景。後ろに常念山脈が見える

明科バスストップ（あかしなバスストップ）は、長野県安曇野市の長野自動車道上にある高速バス停留所である。
本停留所に停車する高速バスは、旅客案内上の停留所名を「長野道明科」（ながのどうあかしな）と案内している。

## 停車する路線
- 飯田 - 長野線（みすずハイウェイバス、アルピコ交通・伊那バス・信南交通）
安曇野BS - 明科BS - 四賀BS
- 松本 - 長野線（アルピコ交通）
安曇野BS - 明科BS - 四賀BS
- 安曇野・松本 - 京都・大阪線（トラビスジャパン）
安曇野BS - 明科BS

## 停留所周辺
- 高速バス利用者駐車場
- 安曇野市営バス : 北村バス停（休止中）
- 松本糸魚川連絡道路：安曇野北インターチェンジ（事業中）
- 東日本旅客鉄道：篠ノ井線